# 376 Geometria
376 Geometria este un asteroid din centura principală, descoperit pe 18 septembrie 1893, de Auguste Charlois.